# Christofle
Pour les articles homonymes, voir Christofle (homonymie).
Christofle est une entreprise d'orfèvrerie et des arts de la table française, fondée à Paris en 1830 par Charles Christofle.
L'entreprise est connue pour avoir introduit en France la dorure et l’argenture électrolytiques en 1842. La société a été rachetée en 2012 par l'un de ses actionnaires, le groupe de luxe de la famille Chalhoub.

## Historique

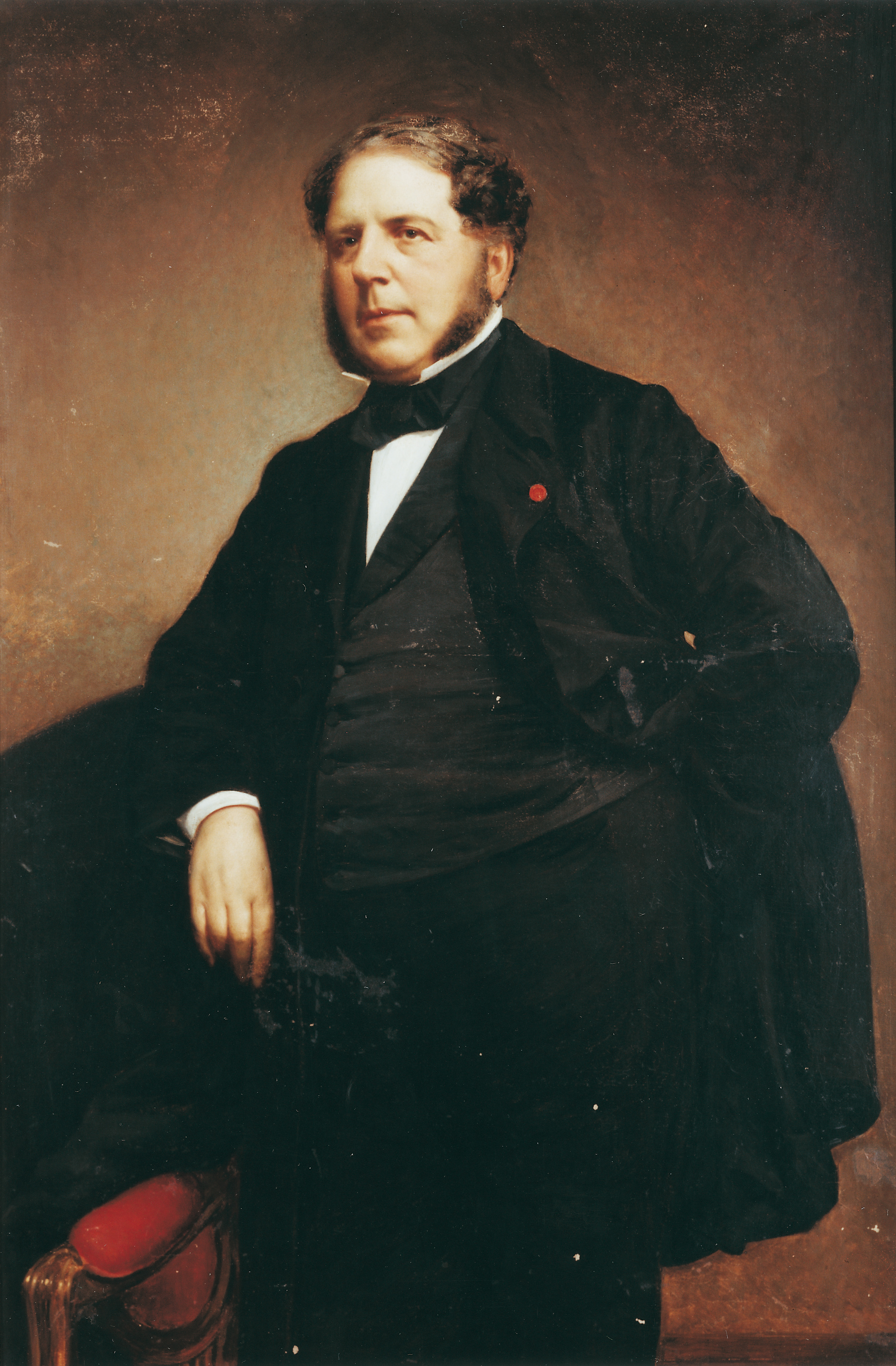
Charles Christofle, 1805-1863.

L’entreprise Christofle est fondée en 1830 par Charles Christofle. Issu d’une famille d’industriels parisiens spécialisés dans le travail du métal précieux, Charles Christofle est âgé de 15 ans lorsqu’il entre en apprentissage chez son beau-frère Hugues Calmette, un fabricant de « bijoux de province ». En 1830, il reprend à son compte l’affaire familiale et dépose en 1832 son poinçon de maître à la Garantie de Paris, pour fabriquer des bijoux en or.
Douze ans plus tard, en 1842, il achète au Français Henri de Ruolz et aux Anglais Elkington les brevets de dorure et d’argenture par électrolyse ; cette technique donne naissance au métal argenté en France. En 1844, il décide de créer et de fabriquer ses propres modèles.
La Maison Christofle fournit le roi Louis-Philippe, qui, en 1846, commande un service de table pour le château d'Eu. L'entreprise devient célèbre à la suite de la commande d'un service de 4 000 pièces en 1851, comprenant des surtouts, par l’empereur Napoléon III. La pièce centrale des surtouts en orfèvrerie sera récupérée dans les ruines du palais des Tuileries, elle se trouve aujourd'hui au musée des arts décoratifs. Ses titres d’« Orfèvre du Roi » et de « Fournisseur de l’Empereur » vont permettre à la maison devenue célèbre d’être sollicitée par les souverains étrangers comme l'empereur Maximilien du Mexique, le Tsar de Russie, le Kaiser allemand, l’Empire austro-hongrois, le sultan Abdülaziz de l'Empire ottoman,.

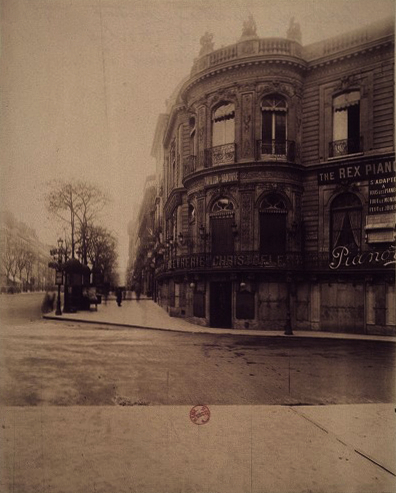
Le Pavillon de Hanovre du magasin Christofle à son emplacement originel sur le boulevard des Italiens.
Photographie d'Eugène Atget.

À la mort de Charles Christofle, son fils Paul (1838-1907) et son neveu Henri Bouilhet (1830-1910) lui succèdent et poursuivent le développement de l’entreprise. Grâce à la mise au point de nouvelles techniques (galvanoplastie massive, émaux, patines, empreintes naturelles) et à l’ouverture de nouvelles usines (Saint-Denis et Karlsruhe), Christofle s’impose comme un des orfèvres majeurs du siècle. Ses collections couvrent non seulement les arts de la table et la décoration, mais également les objets d’art, la statuaire décorative, les prix de course ou de concours agricoles et le décor monumental pour la dorure, par exemple les décors des toitures de l'Opéra Garnier.

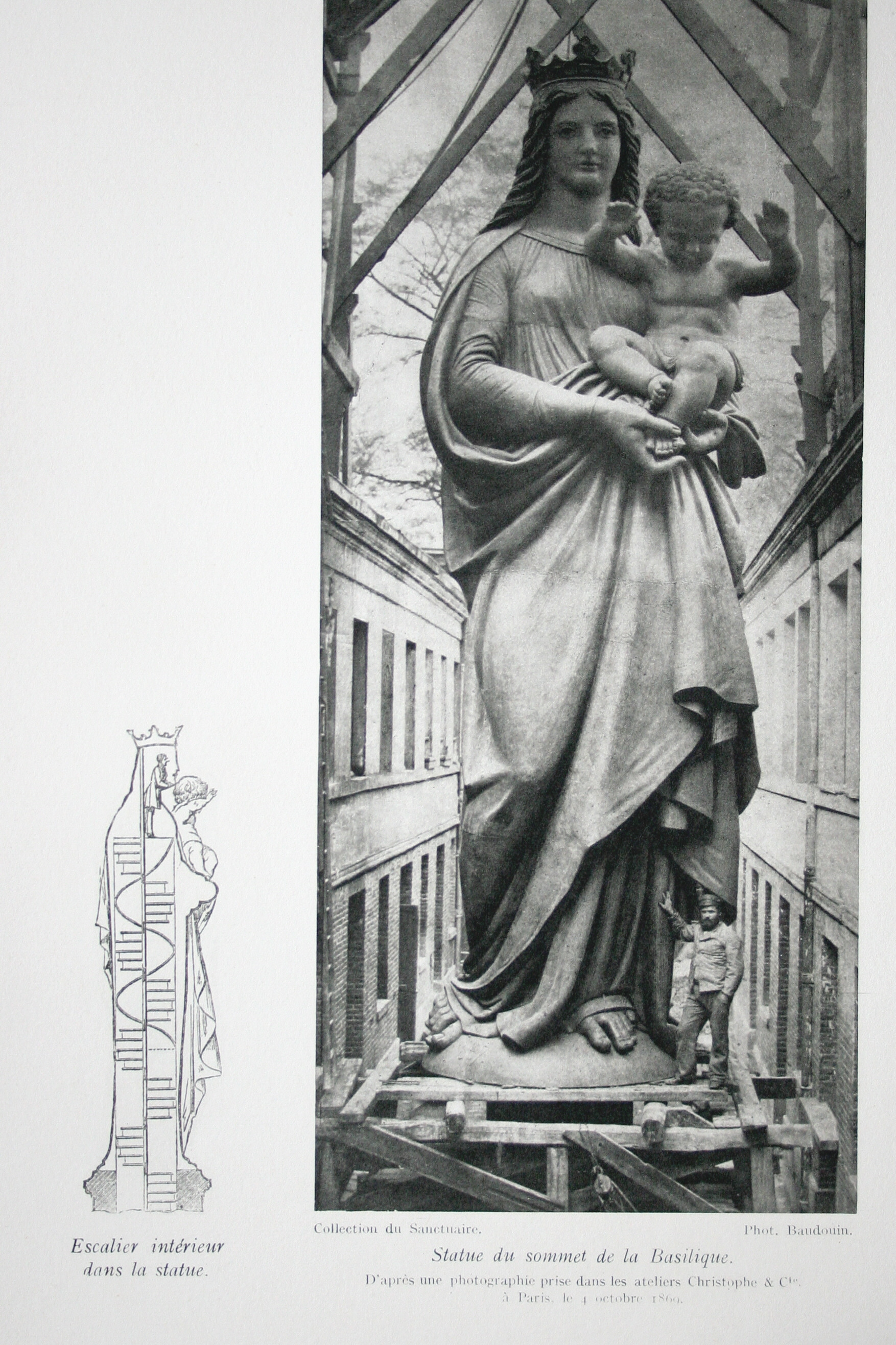
Sculpture monumentale pour le sommet de la basilique Notre-Dame-de-la-Garde, réalisée par Eugène-Louis Lequesne et dorée dans les ateliers Christofle vers 1869 avant la livraison à Marseille.

Dans l’entre-deux-guerres, l’entreprise s’attache à renouveler ses collections en proposant outre des pièces dans le style art nouveau teintées de japonisme, des pièces dans le style art déco. L’exposition des Arts décoratifs et industriels de 1925, à Paris, lui donne l’occasion de présenter ses nouvelles collections dans le pavillon qu’elle partage avec les cristalleries de Baccarat. Luc Lanel et Christian Fjerdingstad dessinent la plupart des modèles art déco, en argent ou en métal argenté, que propose l’orfèvre. C’est à Lanel que Christofle demande la création des services destinés à équiper les trois plus grands paquebots mis en service par la Compagnie générale transatlantique à cette époque :  Atlantique,   Île-de-France et Normandie.
Née dans un siècle de renouvellement, l’entreprise accompagne l’essor de la bourgeoisie et l’évolution de son mode de vie. Table et gastronomie se transforment, les surtouts de table et les services à thé créés par Christofle en témoignent ainsi que l’apparition de nouvelles pièces comme l’assiette à œufs, le chariot à vin ou la fourchette à melon. Christofle équipe les hôtels, dont le Ritz et les compagnies de transports ferroviaire et maritime.
Au siècle suivant les tables des grands paquebots art déco sont toujours dressées en Christofle ; 40 000 pièces d’orfèvrerie sont livrées pour le paquebot Normandie en 1935.
Subissant durement la crise économique de 1929, Christofle renoue avec l’expansion après la Seconde Guerre mondiale.
Le rachat de l’orfèvre Cardeilhac en 1951 fait entrer chez Christofle de nouveaux modèles de couverts (Renaissance),. La création de l’orfèvre à cette époque est notamment marquée par le lancement des collections Formes Nouvelles (1959) et Christofle contemporain (1989). Ces collections proposent des pièces d’avant-garde dessinées par Lino Sabattini, Gio Ponti ou Tapio Wirkkala pour la première, de jeunes designers pour la seconde,,.
La fin du XXe siècle et le début du XXIe siècle sont marqués par une offre recentrée sur l’art de la table et sur la décoration. Christofle propose des lignes acier (couverts et décoration), cristal et porcelaine.
Depuis 2005, Christofle propose de la bijouterie, avec l'aide de créateurs comme Adeline Cacheux, Ora-ïto, Peggy Huynh Kinh, Andrée Putman, Arik Levy. Renouant avec son premier métier, il lance la collection de bijoux Idole dessinée par Andrée Putman, puis, en 2007, la collection en argent massif Silver Story pour femme de Peggy Huynh Kinh, suivie de la collection Pleine Lune en 2008. Peggy Huynh Kinh poursuivra cette collaboration avec la collection d’orfèvrerie pour la table et la maison Silver Story en 2009.
La société est rachetée en 2012 par le groupe de luxe Chalhoub, concessionnaire de la marque au Moyen-Orient depuis 1955.

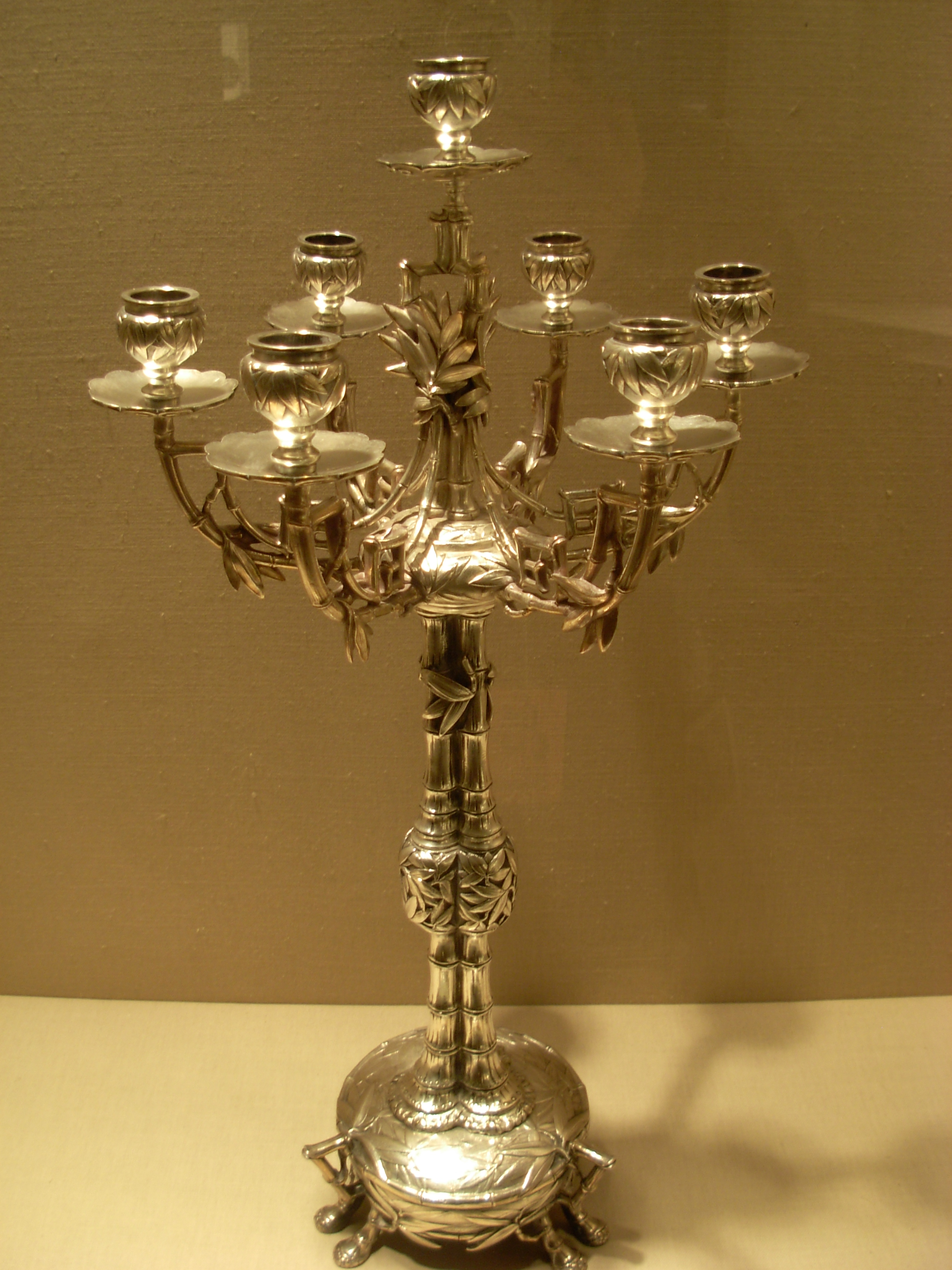
Candélabre, Carnegie Museum of Art.
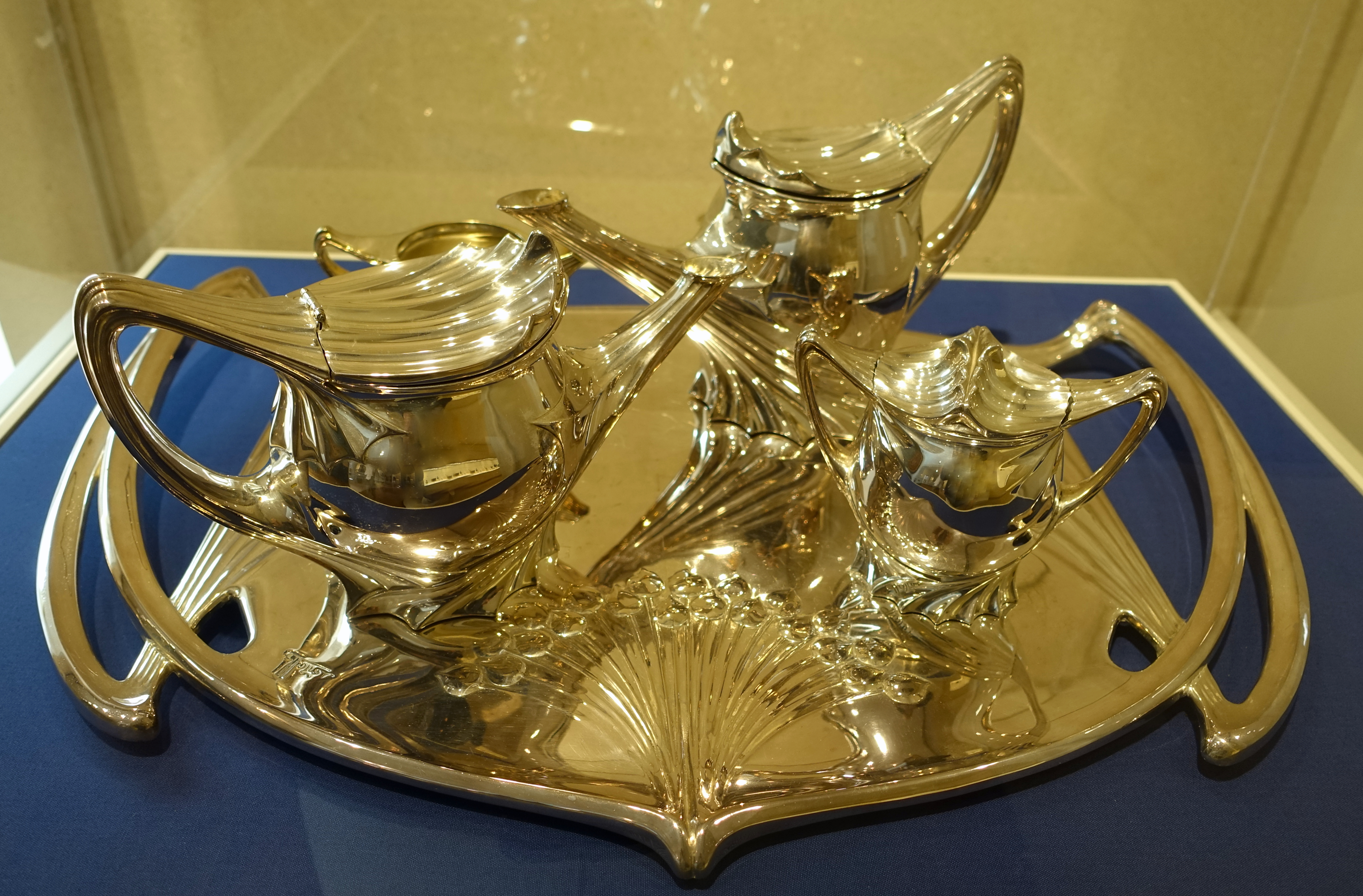
Service à thé et café de Paul Follot, Christofle & Cie, ca. 1903-1904, musée d'Art de Dallas.
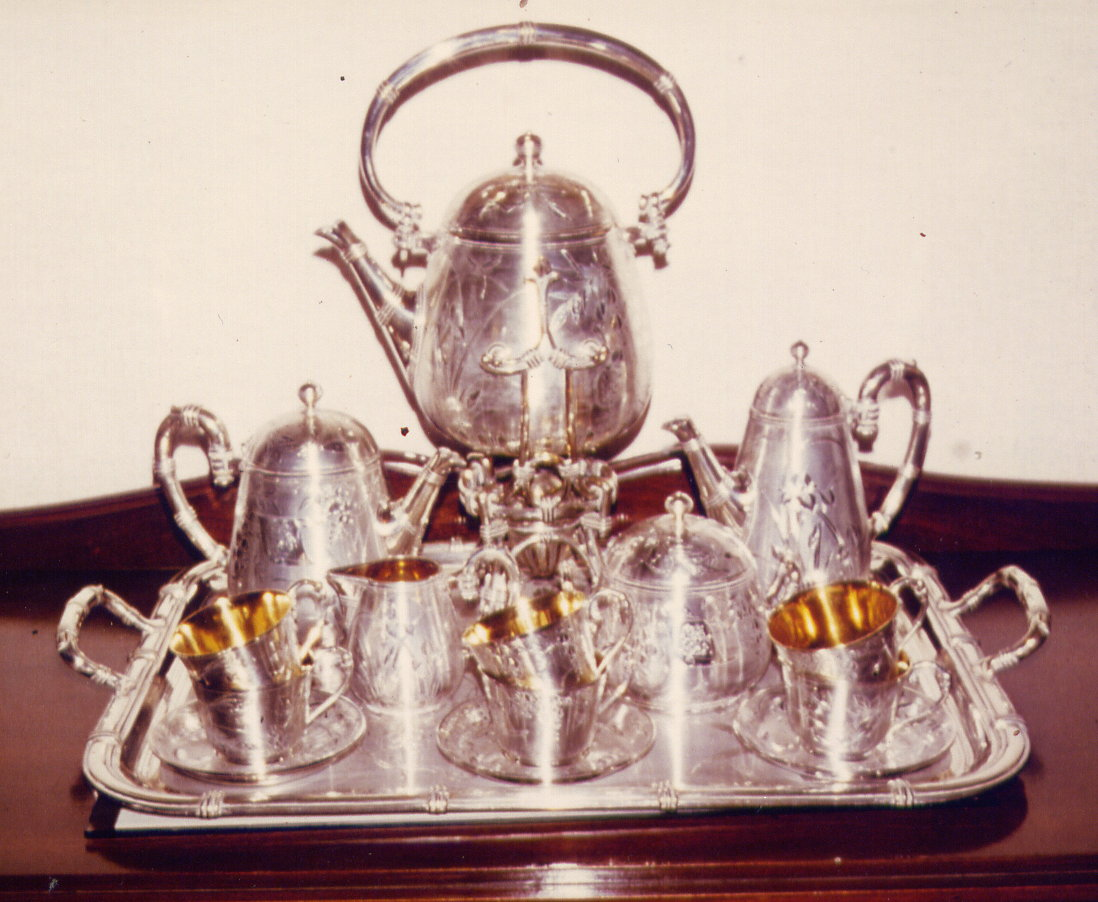
Service Christofle, bambou.
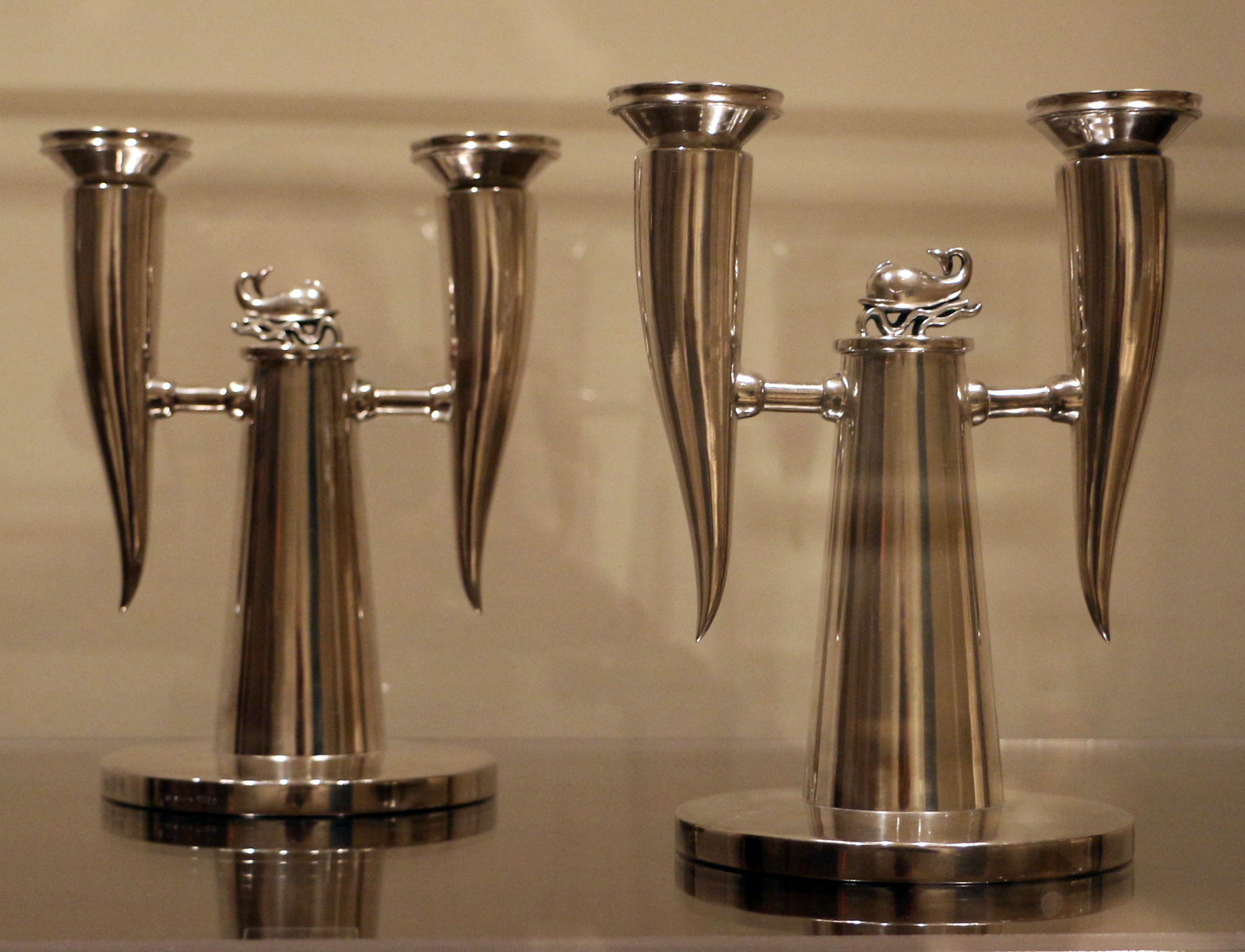
Gio Ponti pour Christofle, ca. 1927.
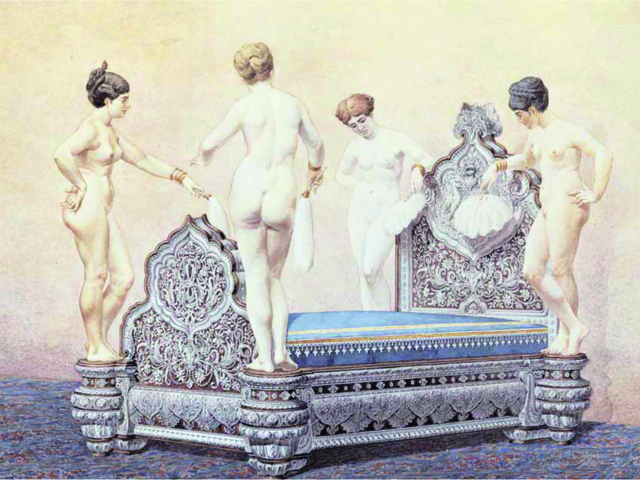
Lit pour Sadeq Muhammad Khan IV, nawab de Bahawalpur, Christofle, ca. 1882.
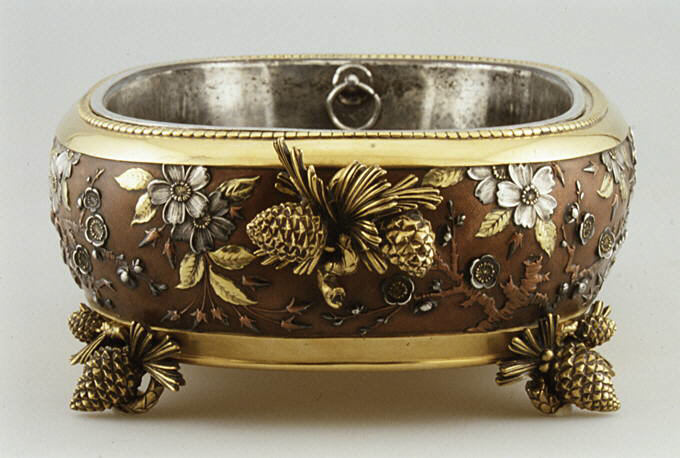
Émile-Auguste Reiber, jardinière, Metropolitan Museum of Art.

## Artistes et créateurs

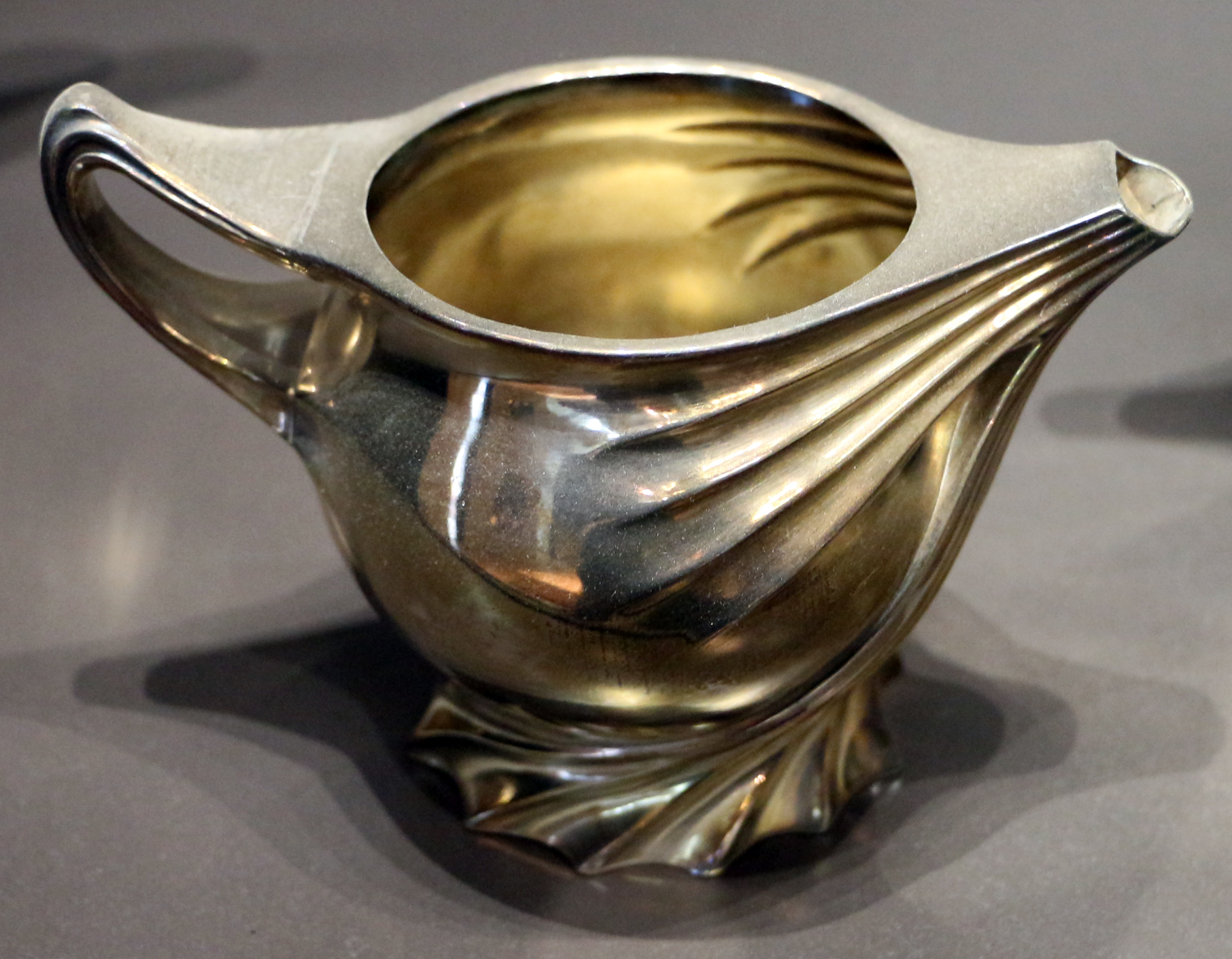
Pot à lait du service à thé et café de Paul Follot, 1903.

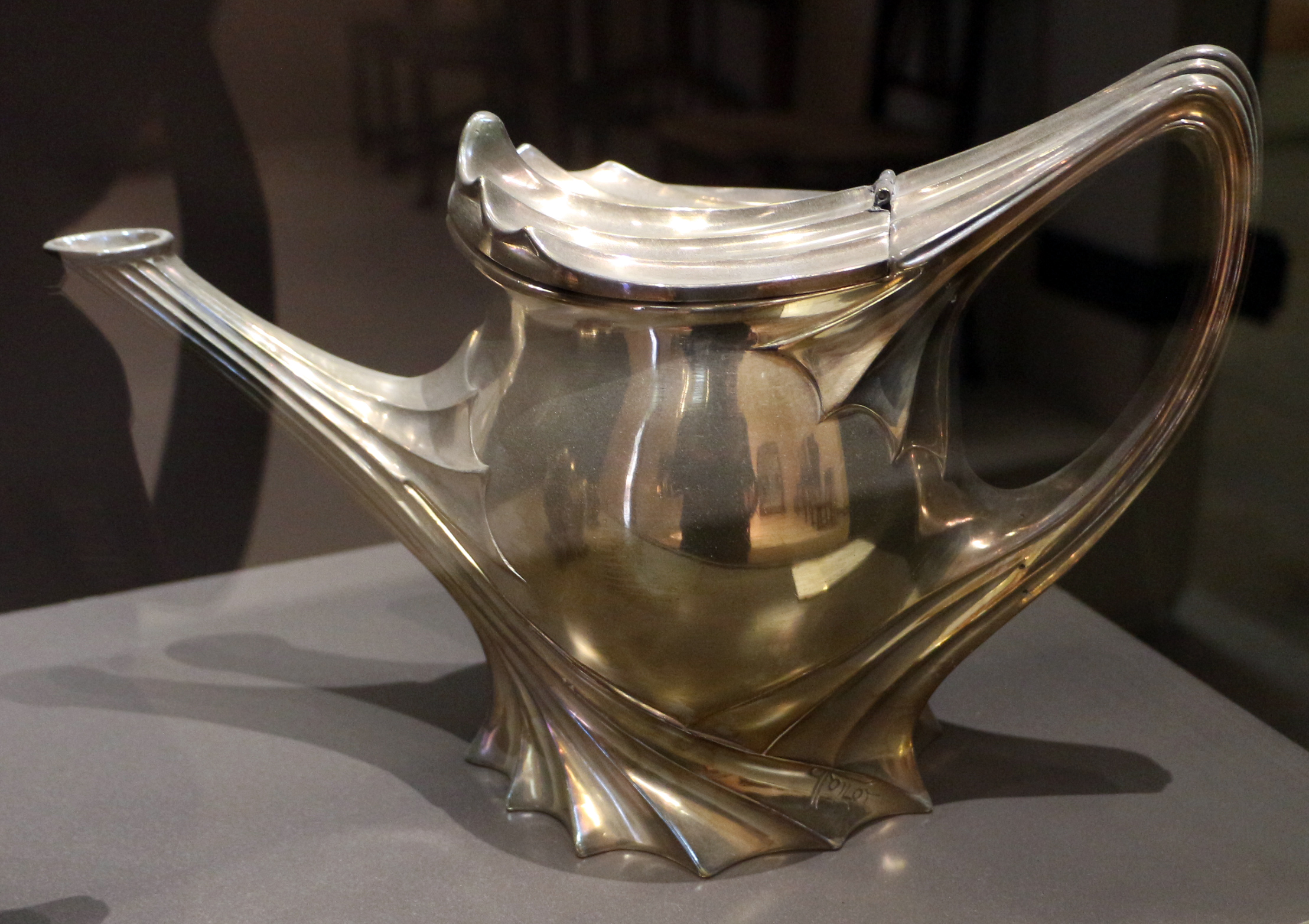
Verseuse du service à thé et café de Paul Follot, 1903.

Dès sa fondation, Christofle associe une équipe de création interne et des dessinateurs extérieurs :
- Mathurin Moreau (1821-1912)[11]
- Albert-Ernest Carrier-Belleuse (1824-1887)[30]
- Émile-Auguste Reiber (1826-1893)[11],[31]
- Louis-Alexandre Bottée (1852-1841)[11]
- René Rozet (1858-1939)[32]
- Mucha (1860-1936)[33]
- Louis Süe (1875-1968)[11]
- Paul Follot (1877-1942)
- Jean Cocteau (1889-1963)[13]
- Man Ray (1890-1976)[13]
- Gio Ponti (1891-1979)[34]
- Luc Lanel (1893-1965), créations art déco[35],[36]
- Christian Fjerdingstad (1891-1968)[37]
- Andrée Putman (1925-2013), avec une première collection de bijoux en argent[26]
- Lino Sabattini (1925-2016)[34],[38]
- Marcel Wanders (né en 1963)[39]
- Clara Halter (1942-2017), qui signe un presse-papier avec le mot Paix qui se vend à 3 000 exemplaires chaque année[26]
- Ora-ïto (né en 1977)[40]
- Peggy Huynh Kinh[28]

## Techniques
La fabrication des pièces fait appel à des techniques classiques de fabrication : mise en forme, travail au marteau, tournage repoussage, ciselure et gravure pour la finition ; patines, émaux, cloisonnés et laques pour les couleurs, matriçage des couverts.
Les matériaux employés sont l’or et l’argent en traitement de surface, ou en alliage pour l’orfèvrerie massive et le bijou ; le maillechort comme base des couverts en métal argent ; le laiton pour les pièces de forme argentées ; le bronze pour la statuaire ou les éléments à forts reliefs (pieds, prises, anses…) ; le cuivre est le métal principalement utilisé pour la réalisation de la galvanoplastie massive ; l'étain, sous forme d’alliage, (collection Gallia) et l’acier (lames de couteaux, quelques collections de table et de décoration).

### La galvanoplastie
C’est en 1842 que Charles Christofle commence à exploiter pour la France les brevets des Anglais Henry et Georges-Richard Elkington de Birmingham concernant un procédé de dorure et d’argenture électrolytiques. Ce procédé, qu'il associe au brevet du chimiste français le Comte Henri de Ruolz, et en 1851 à celui d'Étienne Lenoir permet à Christofle de mettre au point la technique du placage des objets. Auparavant, il fallait procéder à l'aide d'un amalgame d'or ou d'argent et de mercure qui était très nocif pour les ouvriers. Le dépôt par électrolyse d'une fine couche de métal appliquée industriellement permet une grande qualité d'exécution. Devant le succès, il fonde en 1845 la société « Charles Christofle & Cie » et commence à fabriquer dès 1846 les pièces à argenter, devenant ainsi indépendant des autres fabricants orfèvres.

## Sites de production

### En France

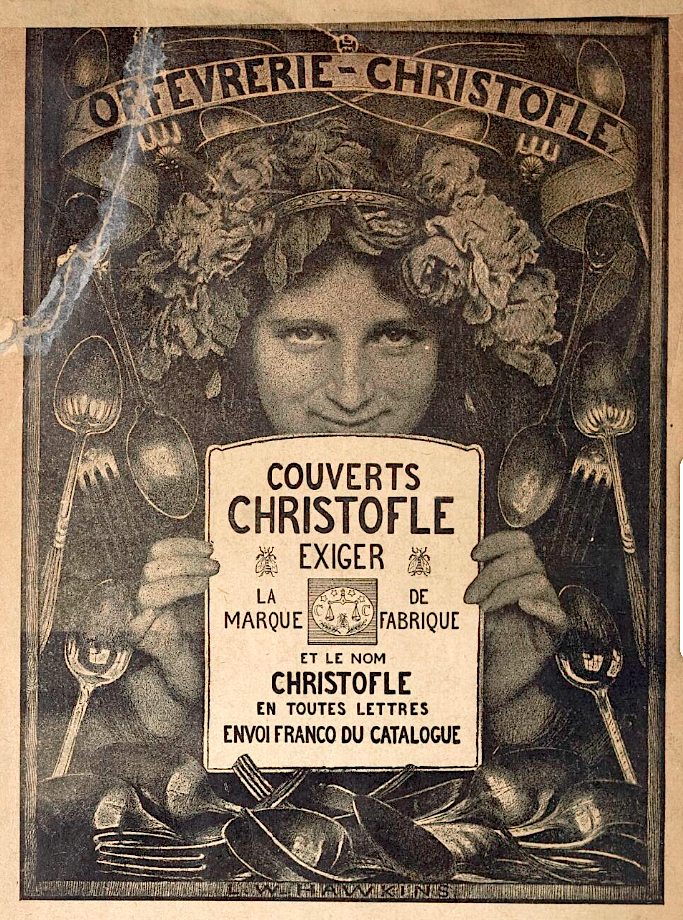
Publicité (1901) conçue par Louis Welden Hawkins, parue dans L'Œuvre d'art international.

#### Paris
En 1839, Christofle emploie 125 ouvriers dont 75 dans ses locaux parisiens, les autres étant des travailleurs externes. L’achat des brevets d’argenture et de dorure électrolytiques en 1842, le décide à abandonner la bijouterie au profit de la fabrication de l’orfèvrerie à partir de 1844. Détenteur des brevets, il sera le seul pendant 10 ans à pouvoir fabriquer de l’orfèvrerie argentée (ou dorée) en France. Ce choix va également le pousser à développer ses outils industriels.
L’usine de la rue de Bondy (actuelle rue René-Boulanger à Paris) se consacre à l’orfèvrerie dès 1844, elle fabriquera surtout la grosse orfèvrerie, argentera et dorera toute la production française de l’entreprise et produira la galvanoplastie massive, technique perfectionnée par Henri Bouilhet à partir de 1853,. En 1851 y est introduit le tournage-repoussage, première mécanisation de la mise en forme des pièces creuses rondes ou ovales, jusque-là faites en planage ou rétreinte. Le développement de l’entreprise entraîne de nombreux agrandissements. Elle emploie 344 ouvriers en 1853, année où elle produit 20 000 pièces d’orfèvrerie, 429 en 1867, 1187 en 1911. Située au cœur du quartier des orfèvres, elle utilise beaucoup d’employés à domicile (907 en 1853, 740 en 1867).
Les locaux parisiens vétustes, trop petits et de moins en moins adaptés à la production seront abandonnés en 1933 ; depuis 1930 toute la production était regroupée sur le site de Saint-Denis. L’abandon du site parisien marque aussi la fin de la production de galvanoplastie ainsi que le recours aux employés à domicile. L’usine est rasée en 1933.

#### Saint-Denis

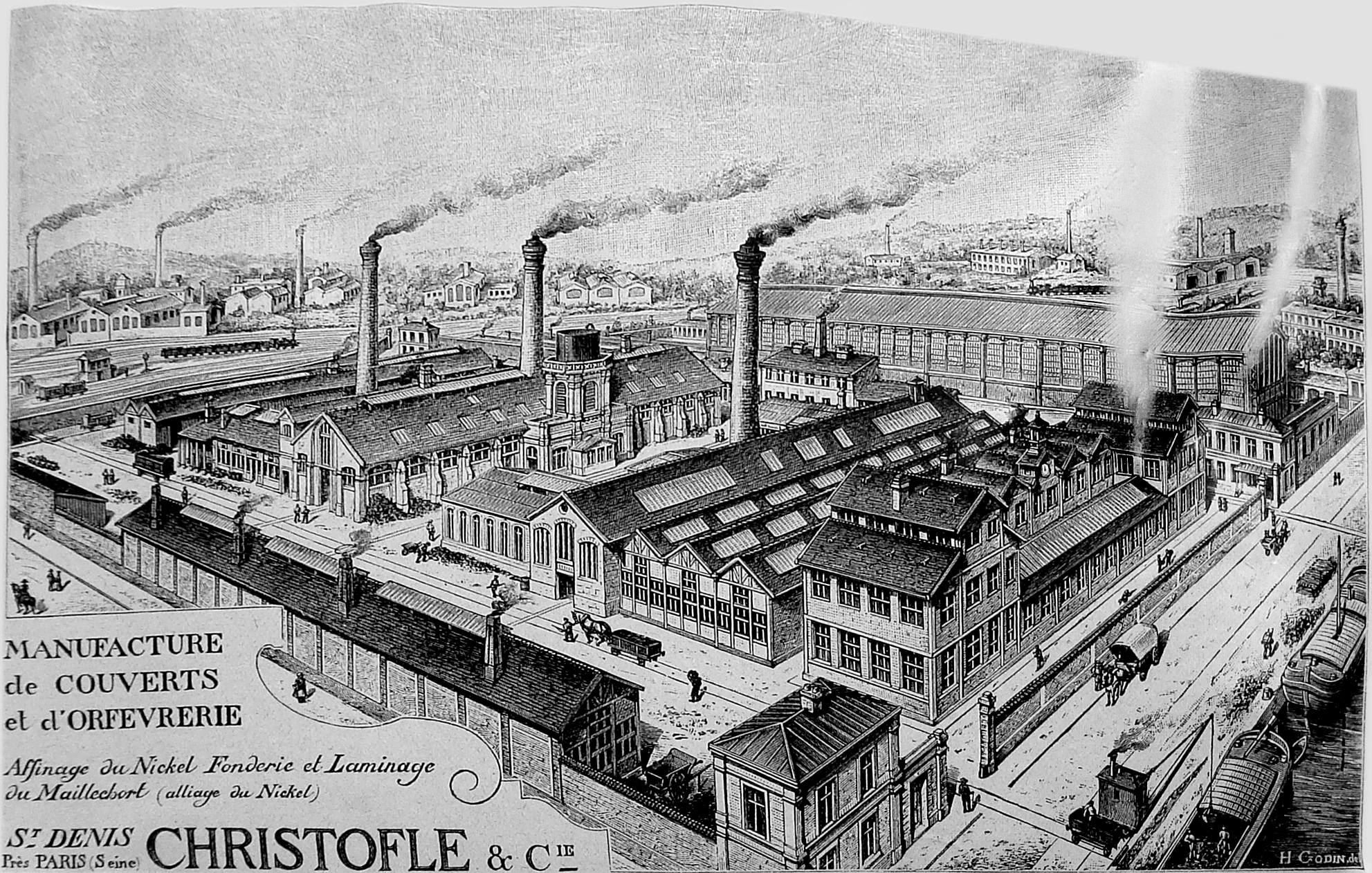
Usines Christofle, Saint Denis, circa 1900.

En 1875, Christofle ouvre une nouvelle usine à Saint-Denis au nord de Paris. Le terrain de 21 000 m2 est situé entre chemin de fer et canal. La construction de Saint-Denis répond à trois besoins de l’entreprise : faire la métallurgie du nickel, fabriquer lui-même ses couverts, pallier la petitesse de la rue de Bondy.
Saint-Denis est d’abord une usine métallurgique. Sa construction intervient après que Christofle ait signé des accords d’exclusivité avec la Société foncière calédonienne qui exploitait les gisements de nickel calédonien découverts par les frères Garnier. La découverte des gisements ainsi que le raffinage par voie chimique, pratiqué uniquement par Christofle, permet d’abaisser considérablement le coût de ce métal indispensable à la fabrication du couvert argenté. Saint-Denis pendant un peu plus de 10 ans sera la seule usine à raffiner le nickel selon ce procédé, récompensé par un grand prix à l’exposition universelle de Paris en 1878.
Christofle décide d’adjoindre à cette production, la fabrication proprement dite du couvert. En 1884, l'usine de Saint-Denis produit 300 douzaines de couverts par jour. Il faut déjà l’agrandir. L’argenture se fait toujours rue de Bondy, elle ne sera réalisée à Saint-Denis qu’à la fermeture de l’usine parisienne.
En 1880, Christofle rachète la manufacture Alfénide et la renomme « Orfèvrerie Gallia ».
En 1930, le site de Saint-Denis regroupe l’ensemble de la production française de Christofle et continue à se moderniser : en 1959 est renouvelé l’outillage couverts (modernisé de nouveau en 1968/69), à partir de 1961 l’atelier de grosse orfèvrerie est modernisé. Avec le départ de la fabrication du couvert en 1971 vers la nouvelle usine de Yainville, la grosse orfèvrerie est réorganisée (installation de presses et développement du polissage mécanique),.
Les deux dernières presses s'arrêtent en 2004[réf. souhaitée], le dernier atelier ferme ses portes en 2008. Le site, vendu la même année, est inscrit au titre des monuments historiques et devient le musée de l'orfèvrerie Bouilhet-Christofle.
Entre 2017 et 2023, l'usine sert de décor à l'émission Affaire conclue[réf. souhaitée].

#### Yainville
Ne pouvant plus s’étendre à Saint-Denis, la décision est prise en 1968 de bâtir une nouvelle usine pour fabriquer les couverts. En 1970 commence la construction d’une usine de 12 000 m2 à Yainville en Normandie. L’usine est conçue de la façon la plus moderne et équipée des machines les plus performantes. La mise en production se fait fin 1970. L’usine est inaugurée le 27 septembre 1971. Elle est prévue pour produire 5 millions de couverts par an. À partir de 1972, elle fabrique complètement le couvert (argenture et finition étant réalisées à Saint-Denis pendant les 2 premières années). En 1992, elle emploie 623 personnes.
À partir de la fin des années 1990, elle intègre la fabrication de la grosse orfèvrerie.
Depuis 2006, c’est la seule unité de fabrication de Christofle.

### À l'étranger
À côté des usines françaises, Christofle a ouvert tout au long de son histoire des usines à l’étranger, souvent pour contourner les barrières douanières.
Ainsi, en 1855, est décidée la construction d’une usine à Karlsruhe (Allemagne), ouverte deux ans plus tard. Conçue comme une usine de fabrication à part entière, dès 1859, elle ne fait plus que la finition et l’argenture des pièces fabriquées en France. Aussi étendue que Saint-Denis, 150 personnes y travaillent en 1900, elle fournit en orfèvrerie Christofle l’Europe orientale pendant 50 ans (Allemagne, Empire austro-hongrois, Pologne, Balkans, Russie…). Mise sous séquestre par l’armée allemande en 1917, elle ne rouvrira jamais et sera définitivement fermée en 1921.
En 1924, Christofle s’équipe de deux nouvelles usines à l’étranger : en Suisse, à Peseux, Sicodor fabriquera jusqu’en 1956 du Christofle et l’usine italienne de Musocco à Milan sera en activité jusqu’en 1932.
L’après Seconde Guerre mondiale voit l’ouverture de nouvelles usines à l’étranger : 
- Sadoca, unité de fabrication argentine est en activité de 1950 à 1992[57] ;
- Argenteria, à Milan, essentiellement un atelier de réparation et de finition, est ouvert en 1955, fermé peu après 1963[58];
- Prataria Universal, ouverte au Brésil en 1974, est d’abord un atelier de finition, elle devient une usine de production complète à partir de 1976. Elle reste dans le giron de Christofle jusqu’en 2007[59].

## Économie, gouvernance

### Informations économiques
Après la première guerre du Golfe, le secteur du luxe s'effondre et Christofle devient fortement déficitaire en 1991 et 1992. Menacé par l'OPA hostile de l'un de ses actionnaires, le groupe Taittinger, Albert Bouilhet demande de l'aide à son cousin, l'italien Maurizio Borletti. C'est ainsi que ce dernier se retrouve à la tête de la Maison Christofle. Il mettra le manager Thierry Fritch aux commandes pour redresser le cap. Malgré les nouvelles tensions du marché dues aux menaces terroristes, Christofle poursuit néanmoins sa reprise. En l'an 2000 la maison fait appel à Andrée Putman, qui crée la collection Vertigo. Cette même année, la maison est reprise par un fonds d'investissement saoudien.
En 2013, avec un chiffre d'affaires stable, à 80 millions d'euros d'après Challenges, dont 23 % en France, la société aurait enregistré une perte de 3 millions d'euros. Ces pertes subies pendant plusieurs années consécutives auraient nécessité une recapitalisation de la part du nouvel actionnaire. Pour pallier ces difficultés, rencontrées par d'autres acteurs des arts de la table, le groupe pensait s'inspirer des conseils prodigués par McKinsey, en diversifiant ses activités et en recentrant ses boutiques sur les meilleurs emplacements.

### Dirigeants
(Liste non exhaustive.)
- 1830-1863 : Charles Christofle (1805-1863)
- 1863-1907 : Paul Christofle, son fils (1838-1907)
- 1863-1910 : Henri Bouilhet (1830-1910)[64]
- 1910-1929 : André Bouilhet (1865-1932)[64]
- 1929-1969 : Tony Bouilhet (1897-1984)[64]
- 1969-1993 : Albert Bouilhet (1929-2016)[64]
- 1993-2004 : Maurizio Borletti (né en 1967)[64]
- 1957-1963 : Jean-Claude Delafon (1918-2011)[réf. souhaitée]
- 2004-2007 : Nicolas Abboud[65]
- 2007-2014 : Thierry Oriez[66]
- 2015-2018 : Olivier Fremont[67]
- 2018-2021 : Nathalie Wouters-Rémy[68]
- Mars 2021 - Décembre 2021 : David Vercruysse
- Depuis le 1er Janvier 2022 : Emilie Metge

## Principaux poinçons et marques
Le premier poinçon de maître de Christofle pour l’orfèvrerie est enregistré à la Garantie de Paris en 1853. Ce poinçon se compose d’une abeille au centre surmontée de 3 étoiles et entourée des lettres CC, le tout placé dans un hexagone. Depuis 1935, le poinçon de maître de Christofle reprend les mêmes symboles avec les lettres CC et un entourage losangique.
Les poinçons de métal argenté et/ou doré utilisés par l’orfèvre sont les suivants :
- de 1844 à 1935, une balance avec une abeille entre les plateaux, surmontée de 4 étoiles, 2 rameaux en dessous et les lettres CC, le tout dans un ovale dans un rectangle ;
- depuis 1935, les lettres CC sont remplacées par les lettres OC, pour « orfèvrerie Christofle », en tant que poinçon de société ;
- de 1935 à 1983, Christofle appose sur ses pièces argentées ou dorées, un poinçon carré avec un cavalier d’échec au centre et les lettres OC ;
- de 1983 à nos jours, le poinçon Cavalier d’échec est modifié en 1983, le cavalier est placé sur la droite avec les lettres OC en bas à gauche et le chiffre I en haut à gauche.

Le poinçon de la collection Gallia, créée par Christofle en 1898, est un coq dans un écusson légendé « Gallia métal », « Orfèvrerie Gallia » ou « Gallia » jusqu’en 1942. De 1942 à 1974, le coq est inscrit dans un carré légendé « GALLIA » puis « COLL. GALLIA ».